# ورزشگاه متالورگ
ورزشگاه متالورگ ورزشگاه فوتبالی در سامارای روسیه است. این ورزشگاه، ورزشگاه خانگی باشگاه کریلیا سوتوف سامارا است و در سال ۱۹۵۷ ساخته شده است. ظرفیت آن پس از آخرین بازسازی ۳۵،۳۳۰ نفر میباشد.